# Sidi Medjahed
Sidi Medjahed (em árabe: سيدي مجاھد) é uma cidade e comuna localizada na província de Tremecém, no noroeste da Argélia. Em 2008, sua população era de 7 164 habitantes.